# Sanjurge
Sanjurge era una freguesia portuguesa del municipio de Chaves, distrito de Vila Real.

## Localización
Estaba situada solo a 6 km de Chaves y limitando con su casco urbano.

## Historia
Fue suprimida el 28 de enero de 2013, en aplicación de una resolución de la Asamblea de la República portuguesa promulgada el 16 de enero de 2013 al unirse con la freguesia de Santa Cruz - Trindade, formando la nueva freguesia de Santa Cruz/Trindade e Sanjurge.

## Economía
Freguesia de carácter eminentemente rural, mantiene como principal actividad económica la agricultura, favorecida por la fertilidad de la vega en que se asienta su territorio. 

## Patrimonio
En su patrimonio histórico-artístico destaca la iglesia parroquial dedicada a Santa Clara, de traza original románica (siglos XIII-XIV) y la capilla renacentista de San Miguel, hoy en estado de abandono.